# Elizabeth Kenny
Elizabeth Kenny, född 1880, död 1952, var en australisk sjuksköterska. 
Nedslagskratern Kenny på planeten Venus är uppkallad efter henne.